# هاريسون ماكين
هاريسون ماكين هو شخصية أعمال كندي، ولد في 3 نوفمبر 1927 في نيو برونزويك في كندا، وتوفي في 18 مارس 2004 بسبب قصور كلوي.

## وصلات خارجية
- هاريسون ماكين على موقع إن إن دي بي (الإنجليزية)